# Trogloglanis
Trogloglanis is een monotypisch geslacht van straalvinnige vissen uit de familie van de Noord-Amerikaanse katvissen (Ictaluridae).

## Soort
- Trogloglanis pattersoni Eigenmann, 1919